# Viridian
Viridian ili kromhidroksidna zelena je plavo-zeleni pigment, hidratizirani kromov(III) oksid, srednje zasićenosti i relativno tamne nijanse. Sastoji se više od zelene nego plave boje. Točnije, riječ je o tamnoj nijansi proljetno zelene boje. Viridian uzima svoje ime od latinskog viridis, što znači "zeleno". Prva zabilježena upotreba viridiana kao naziva boja na engleskom jeziku bila je oko 1860.
Kromhidroksidna zelena ili viridian se često naziva i emerod zelena (fra. vert emeraude), što bi mogli prevesti kao smaragdno zelena. Vrlo brzo poslije pronalaska, sedamdesetih godina 19. stoljeća postala je tražena zelena boja. Kromhidroksidna zelena je dublje zelene obojenosti, prozirna i slabije pokrivne moći, otporna prema svjetlosti, alkalijama i kiselinama. Koristi se u svim tehnikama slikanja. Uljana boja suši umjerenom brzinom iako se priprema s više veziva, a osušeni premaz je elastičan i postojan. Kromhidroksidna zelena prilikom zagrijavanja gubi vodu gradeći kromov oksid blijeđe maslinaste nijanse.

## Kromatni zeleni pigment
U kromatne zelene pigmente ubrajaju se kromovo zelenilo i cinkovo zelenilo, što su smjese kromova žutila (x PbCrO4∙y PbSO4), odnosno cinkova žutila (kromat cinka i kalija) sa željeznim plavim pigmentom, takozvanim pariškim ili berlinskim modrilom. Ponekad se u tu svrhu umjesto anorganskog željeznog plavog pigmenta uzima organski plavi ftalocijanidni pigment. Udjel žutih i plavih pigmenata u smjesi može se mijenjati u širokom rasponu, pa je tako udjel plavog pigmenta od 2 do 65%. O tome ovisi i nijansa kromatnih zelenih pigmenata i proteže se od svjetlozelenih do tamnijih plavozelenih tonova. 
Za pripravu kromatnih zelenih pigmenata postoji više metoda. U suhom postupku u mlinovima ili žrvnjastim mješalicama miješaju se suhe komponente (žuti i plavi pigment) u željenom omjeru. Kako je željezni plavi pigment u obliku praha lako zapaljiv, treba paziti da se temperatura prilikom miješanja previše ne povisi, a kao zaštita dodaje se i punilo. U mokrom se postupku pojedine komponente miješaju razmočene u obliku tijesta ili kao vodene suspenzije. Najjednoličnija zelena nijansa dobije se izravnom sintezom kromova žutila uz dodatak sitno dispergiranog željeznog plavog pigmenta. Nastali se zeleni pigment filtrira, oprezno suši i melje. Često se dodaje i barijev sulfat, koji olakšava dispergiranje inače teško disperzljivog željeznog plavog pigmenta. 
Kromatni zeleni pigmenti vrlo su traženi i od zelenih se pigmenata najviše upotrebljavaju. Njihova je prednost što se kao smjese mogu lako pripraviti u različitim zelenim nijansama, što je osobito važno stoga što su homogeni zeleni pigmenti rijetki. Dobro pokrivaju i izdašni su, svjetlećeg tona, otporni prema povišenim temperaturama i kemijskim utjecajima, ali su osjetljivi na alkalije. Primjenjuju se kao pigmenti za tiskarske boje, za bojenje tapeta, sintetskih materijala i slično. Mnogo se upotrebljavaju i kao pigmenti za lakove. Kako su kromatni zeleni pigmenti smjese dvaju pigmenata različite gustoće i veličine čestica, može prilikom njihova dispergiranja u vezivu lakova nastati takozvano isplivavanje, to jest plavi pigment može izbiti na površinu laka. Ta se nepoželjna pojava sprječava dodavanjem posebnih sredstava za povezivanje.

## Kromatni pigmenti
Među obojene kromatne pigmente ubrajaju se olovni kromati (kromovo žutilo i kromov narančasti pigment), olovnokromatni molibdati (molibdatni crveni i narančasti pigment) i kromatni zeleni pigment (kromovo zelenilo i cinkovo zelenilo). Svi su ti spojevi opasni i štetni za zdravlje zbog kancerogenosti kromata, a i zbog toga što svi, osim cinkova zelenila, sadrže otrovne olovne spojeve. Stoga su propisi strogi za njihovu upotrebu, rukovanje i primjenu, a u mnogim je djelatnostima njihova upotreba vrlo ograničena. Tako se na primjer ne smiju upotrebljavati za bojenje proizvoda koji dolaze u dodir s hranom, dječjim igračkama i slično. 
Po svom kemijskom sastavu u skupinu kromatskih pigmenata mogu se ubrojiti i kromati nekih drugih metala (cinka, barija i stroncija) s pigmentnim svojstvima. Međutim, ti se pigmenti najčešće upotrebljavaju u zaštiti od korozije, pa se obično svrstavaju u specijalne pigmente.

### Oksidni pigmenti kroma
Oksidni pigmenti kroma ubrajaju se među najstarije anorganske boje. Od kromovih oksida kao pigmenti služe spojevi kroma(III): krom(III) oksid, Cr2O3 i njegov hidratizirani oblik Cr2O3∙2 H2O. Ti su pigmenti zelene boje; oksid je bez sjaja, ali se hidrat po briljantnosti svoje boje može usporediti s organskim zelenim pigmentima. Oksidni pigmenti kroma odlikuju se velikom tvrdoćom i otpornošću prema abraziji, inertnošću i postojanošću na svjetlu i prema djelovanju vode, kiselina, alkalija i drugih kemikalija. Krom(III) oksid postojan je i na visokim temperaturama (ireverzibilne promjene opažaju se tek na temperaturama višim od 1 000 °C), ali je hidratizirani oksid osjetljiv već na 100 °C.
Oksidni pigmenti kroma proizvode se redukcijom alkalijskih dikromata u čvrstoj ili tekućoj fazi. Redukcija u čvrstoj fazi provodi se na temperaturi oko 1 100 °C, a kao reducens sumpor je u prednosti pred ugljikom. Žareni se produkt zatim ispire, suši i melje. Za redukciju dikromata u otopini mogu se kao redukcijska sredstva upotrijebiti sumpor, tiosulfati i neki organski spojevi. 
Kromni oksidni pigmenti vrlo su cijenjeni zbog svojih izvanrednih svojstava. Među svim zelenim pigmentima najotporniji su prema agresivnim medijima, pa se upotrebljavaju za pripravu lakova i boja za ličenje betona i cementnih izrađevina, čeličnih konstrukcija, zatim u keramičkoj industriji, u proizvodnji gume i tako dalje.